# Chitaura
Chitaura is een geslacht van rechtvleugeligen uit de familie veldsprinkhanen (Acrididae). De wetenschappelijke naam van dit geslacht is voor het eerst geldig gepubliceerd in 1918 door Bolívar.

## Soorten
Het geslacht Chitaura omvat de volgende soorten:
- Chitaura atrata Ramme, 1941
- Chitaura bivittata Ramme, 1941
- Chitaura brachyptera Bolívar, 1918
- Chitaura elegans Ramme, 1941
- Chitaura haani Bolívar, 1918
- Chitaura indica Uvarov, 1929
- Chitaura lucida Krauss, 1902
- Chitaura maculata Willemse, 1938
- Chitaura mengkoka Ramme, 1941
- Chitaura mirabilis Carl, 1916
- Chitaura moluccensis Ramme, 1941
- Chitaura ochracea Ramme, 1941
- Chitaura poecila Ramme, 1941
- Chitaura samanga Carl, 1916
- Chitaura striata Willemse, 1938
- Chitaura vidua Carl, 1916